# Mesua ferrea

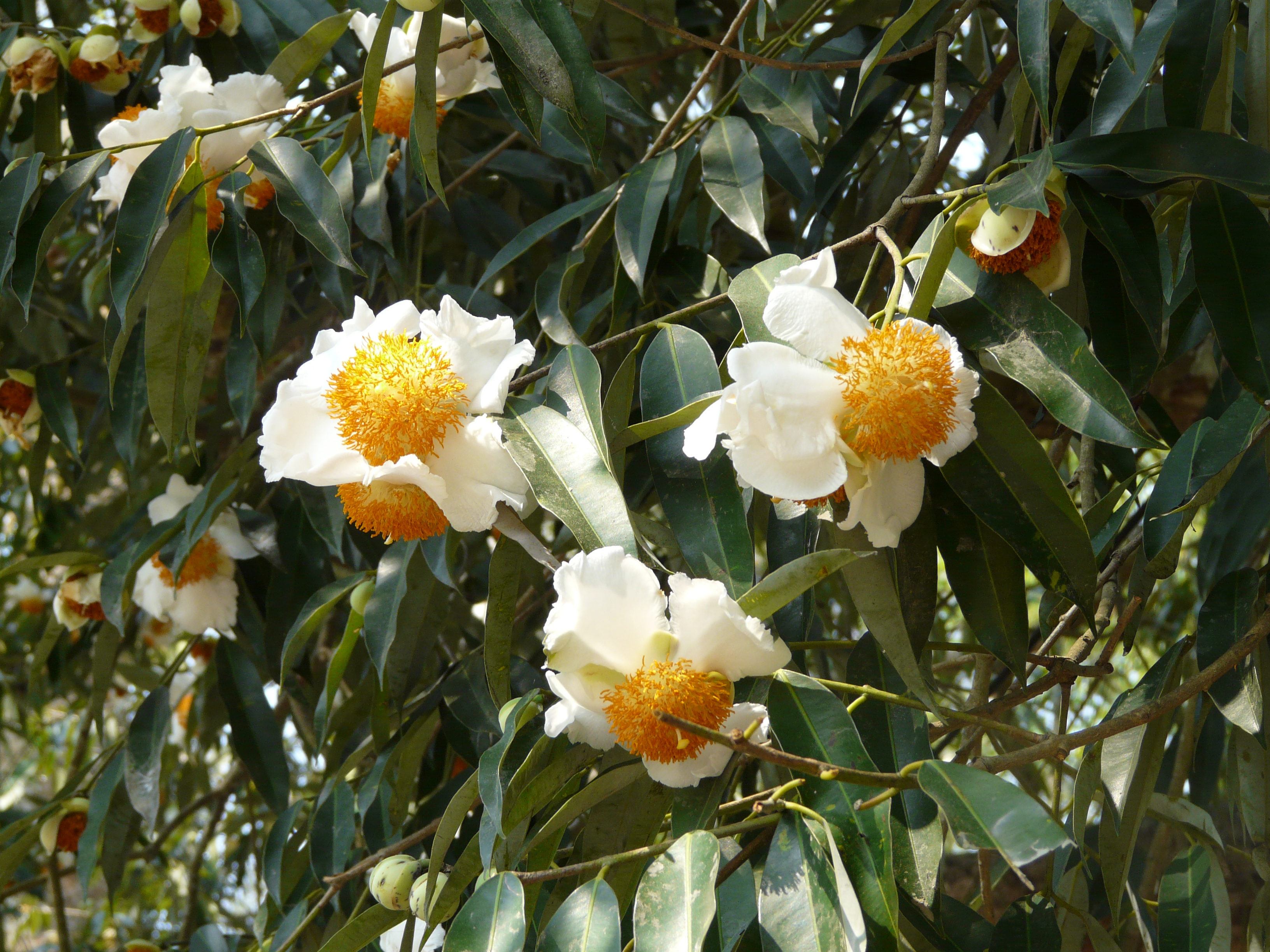
Blüten

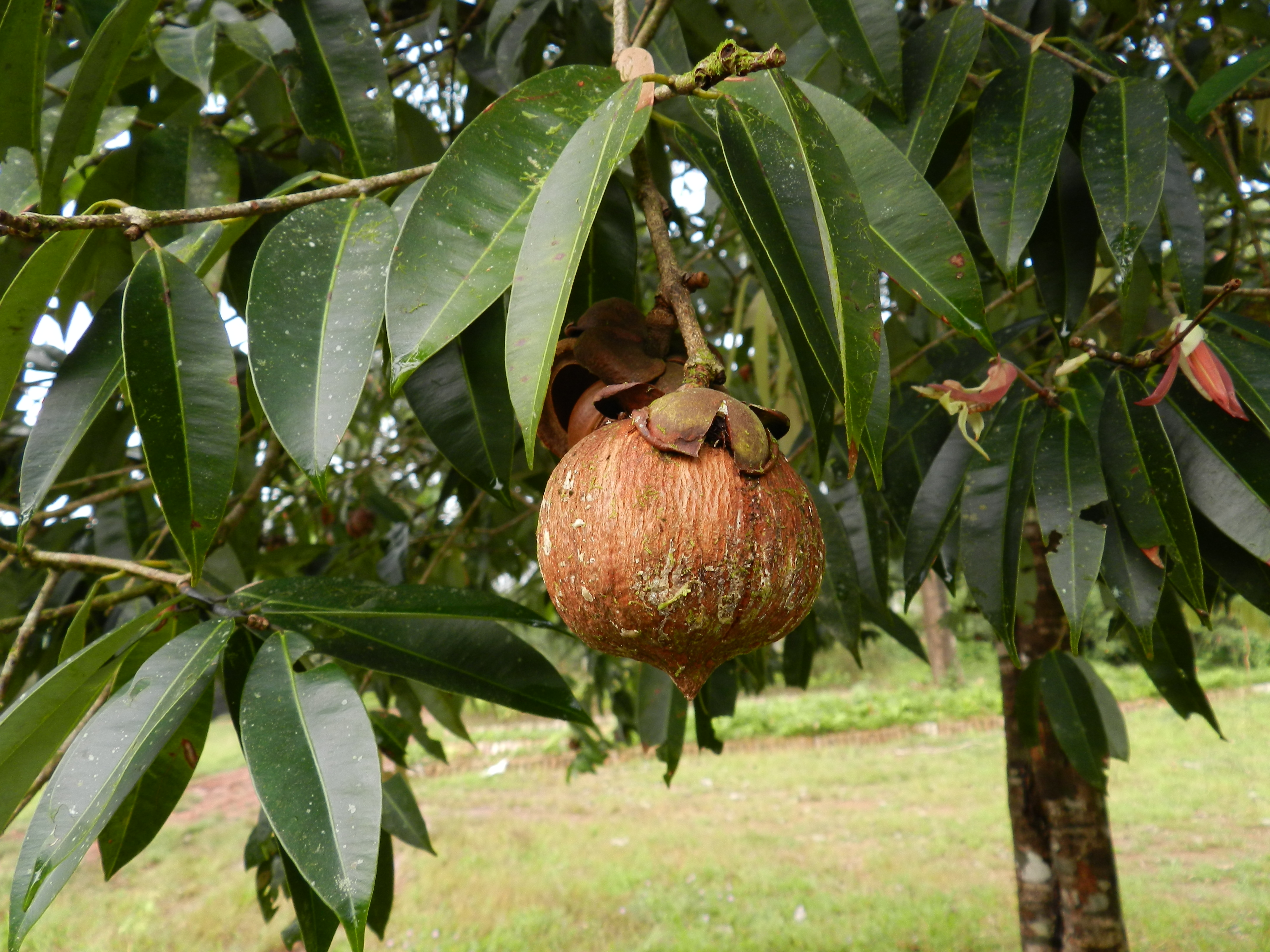
Frucht

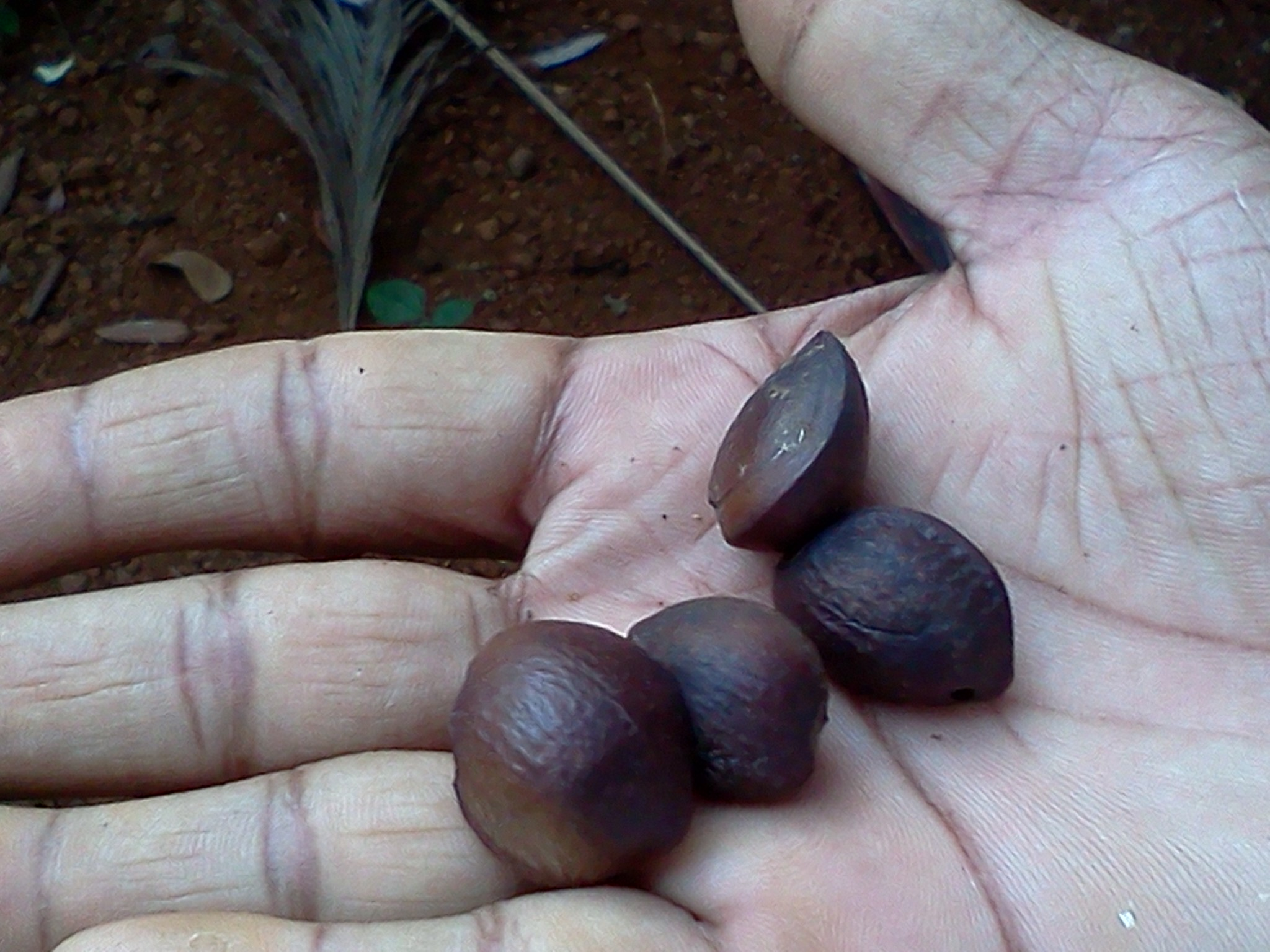
Samen

Mesua ferrea oder die Kastanienrose, der Eisenbaum, Nagasbaum, ist ein Baum in der Familie der Calophyllaceae aus Indien und Südostasien bis ins südliche China.

## Beschreibung
Mesua ferrea wächst als langsamwüchsiger, meist immergrüner Baum bis über 30 Meter hoch. Der Stammdurchmesser erreicht bis etwa 1 Meter. Der Stamm ist an der Basis oft geriffelt oder es werden Brettwurzeln ausgebildet. Der Baum führt ein weißliches, aromatisches Harz.
Die einfachen, gegenständigen und kurz gestielten Laubblätter sind steiflich ledrig. Sie sind kahl, ganzrandig und eilanzettlich bis lanzettlich sowie spitz bis zugespitzt. Die Nervatur ist fein gefiedert mit vielen undeutlichen Seitenadern. Die Blätter sind unterseits öfters „bereift“, glauk. Die jungen Blätter sind rötlich.
Die zwittrigen, großen, weißen, duftenden Blüten mit doppelter Blütenhülle sind kurz gestielt und erscheinen meist einzeln, achselständig. Sie sind meist vierzählig, die dachigen Kelchblätter sind etwas ungleich und die breit verkehrt-eiförmigen Petalen sind 3–3,5 Zentimeter lang. Es sind viele Staubblätter vorhanden. Der Fruchtknoten ist oberständig, der Griffel ist etwas länger als die Staubblätter und die Narbe ist gelappt.
Die bespitzten, holzig-ledrigen, kapselartigen, breit-eiförmigen bis rundlichen Früchte mit beständigem Kelch und Staubblattresten sind etwa 3–5 Zentimeter groß. Sie öffnen sich klappig, septifragal und enthalten bis zu 4 unregelmäßig geformte, dunkelbraune, etwa 1,5–2,3 Zentimeter große Samen.
Die Chromosomenzahl beträgt 2n = 32.

## Verwendung
Die Samen sind gut gekocht essbar (Surli). Das Samenöl ist nicht essbar, es wird aber industriell oder als Brennstoff verwendet. Die Samen enthalten rund 75 % ihres Gewichts als Öl. Dieses enthält rund 52 % Ölsäure, 22 % Linolsäure, 16 % Palmitinsäure, 10 % Stearinsäure, 3 % Arachinsäure sowie 2 % Myristinsäure.
Auch junge Blätter und die Blüten werden verspeist.
Die duftenden Blüten werden als Kissenfüllung und in der Kosmetik verwendet.
Die Früchte, Blüten, Knospen, Samen, das Samenöl und die Blätter werden medizinisch verwendet, wie auch nur die Staubblätter allein.
Das sehr schwere, harte und gut beständige Holz, Eisenholz, wird für verschiedene Anwendungen genutzt. Es ist bekannt als Ceylon, Sri Lanka oder East Indian ironwood, Penaga sowie auch als Ostindisches Eisenholz.